# Cardinalis sinuatus
Cardinalis sinuatus là một loài chim trong họ Cardinalidae.
Loài chim hót này được tìm thấy ở phía tây nam của Hoa Kỳ và miền bắc Mexico. Loài này có mỏ ngắn, dày, mào và đôi cánh màu đỏ, giống với loài hồng tước Bắc và hồng tước đỏ son, đều trong cùng chi.

## Hình ảnh

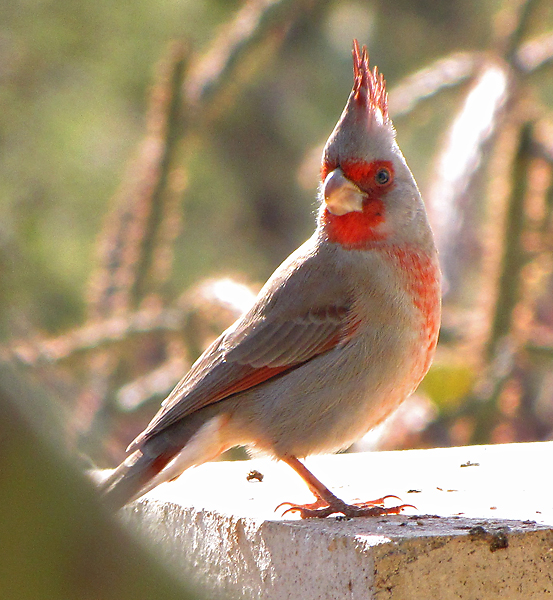
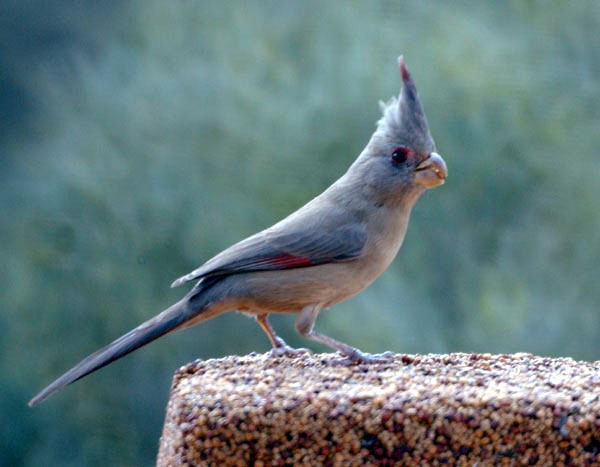
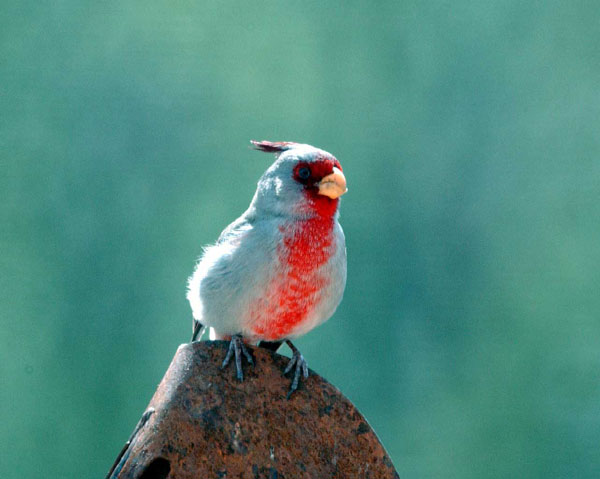
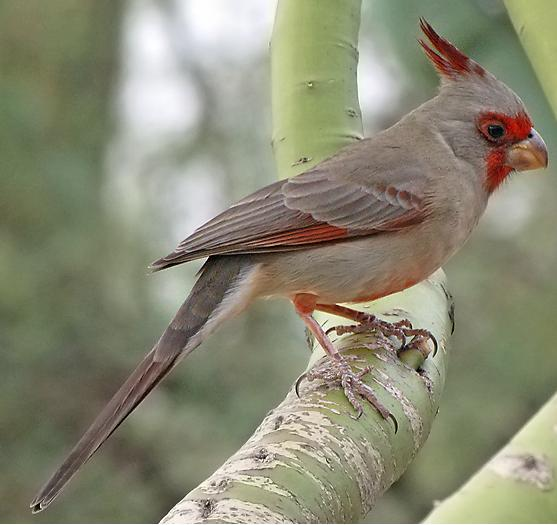